# Wadowetan
Wadowetan is een bestuurslaag in het regentschap Majalengka van de provincie West-Java, Indonesië. Wadowetan telt 3214 inwoners (volkstelling 2010).